# So Lonely
So Lonely è un singolo del gruppo musicale britannico The Police, il terzo estratto dal primo album in studio Outlandos d'Amour e pubblicato nel novembre del 1978.

## Il disco
Il singolo fallì nell'intento di entrare in classifica alla sua prima pubblicazione, nel 1978; raggiunse invece la sesta posizione nella riedizione del 1980, similarmente agli altri singoli del primo album Outlandos d'Amour (Roxanne e Can't Stand Losing You). La cosa era probabilmente dovuta al fatto che il gruppo conquistò fama mondiale solo nel 1979.
Sting ha recentemente ammesso di aver usato la canzone No Woman, No Cry di Bob Marley come base per la canzone:
«People thrashing out three chords didn't really interest us musically. Reggae was accepted in punk circles and musically more sophisticated, and we could play it, so we veered off in that direction. I mean let's be honest here, 'So Lonely' was unabashedly culled from 'No Woman, No Cry' by Bob Marley. Same chorus. What we invented was this thing of going back and forth between thrash punk and reggae. That was the little niche we created for ourselves." »
«La gente che tirava fuori tre accordi non ci interessava per nulla, musicalmente parlando. Il reggae era accettato nei circoli punk e in quelli più sofisticati, e noi sapevamo suonarlo, quindi abbiamo virato in quella direzione. Intendo dire, siamo onesti, So Lonely era copiata sfacciatamente da No Woman No Cry di Bob Marley, stesso ritornello. Quello che abbiamo inventato noi era questo andare avanti e indietro dal punk al reggae. Quella era la piccola nicchia che ci eravamo creati.»
Alcuni ascoltatori hanno frainteso il cantato di Sting, e interpretato il ritornello come Sue Lawley (una giornalista e presentatrice britannica) invece di So Lonely.

## Tracce
1. So Lonely – 3:10
2. No Time This Time – 3:30

## Formazione
- Sting - voce, basso, armonica
- Andy Summers - chitarra
- Stewart Copeland - batteria

## Classifiche
| Classifica (1980) | Posizione massima |
| ----------------- | ----------------- |
| Irlanda           | 7                 |
| Regno Unito       | 6                 |

## Cover
- Niccolò Fabi ne ha realizzato una versione contenuta nell'album Novo Mesto del 2006.
- Il cantante brasiliano Léo Jaime ha inciso una cover in portoghese, cambiandone titolo (Solange) e contenuti.